# Rhyacophila gyelbu
Rhyacophila gyelbu är en nattsländeart som beskrevs av Schmid 1970. Rhyacophila gyelbu ingår i släktet Rhyacophila och familjen rovnattsländor. Inga underarter finns listade i Catalogue of Life.